# Joaquim Felício
Joaquim Felício es un municipio brasileño del Estado de Minas Gerais. Conforme al IGBE en el censo del 2010 poseía una población de 4.305 habitantes. Se encuentra en la latitud 17º45'27 S y longitud 44º10'20 O. El municipio posee un área de 794 km² y se localiza a una altitud media de 657 metros.
Es dividida al medio por el arroyo Embaiassaia.